# Б'янка Брі
Б'янка Брі (англ. Bianca Bree, справжнє ім'я — Б'янка Ван Варенберґ, англ. Bianca Van Varenberg; нар. 17 жовтня 1990, Лос-Анджелес, Каліфорнія, США) — американська акторка, сценаристка та кінопродюсерка.

## Життєпис
Батько Б'янки — спортсмен і голлівудський актор Жан-Клод Ван Дам, а мати — екс-культуристка Гледіс Португез. У неї є брат, Крістофер, котрий також актор.
Б'янка дебютувала в кіно в 2008 році з невеликою роллю Кессі Рабідо (дочка Джека Рабідо, персонажа Жана-Клода Ван Дама) у фільмі «Спеціальне завдання». В подальшому вона знялася у фільмах «Повний любові», «Ігри кілерів» і «Шість куль». Вона також проходила проби на роль Міліни у вебсеріалі «Смертельна битва: Спадок».
У грудні 2012 року в прокат вийшов науково-фантастичний фільм «Вторгнення ззовні», в котрому Б'янка вперше зіграла головну роль.

## Фільмографія
| Рік  |   | Українська назва          | Оригінальна назва           | Роль         |
| ---- | - | ------------------------- | --------------------------- | ------------ |
| 2008 | ф | Спеціальне завдання       | The Shepherd: Border Patrol | Кессі Рабідо |
| 2011 | ф | Ігри кілерів              | Assassination Games         | Анна Флінт   |
| 2012 | ф | Шість куль                | 6 Bullets                   | Амалія       |
| 2012 | ф | Вторгнення ззовні         | U.F.O.                      | Керрі        |
| 2014 | ф | Ласкаво просимо в джунглі | Welcome to the Jungle       | Ешлі         |
| 2014 | ф | З часом                   | Avec le temps               | Перл         |
| 2020 | ф | Повний кохання            | Full Love                   | Б'янка Бенкс |